# Commandobunker van Kemmel

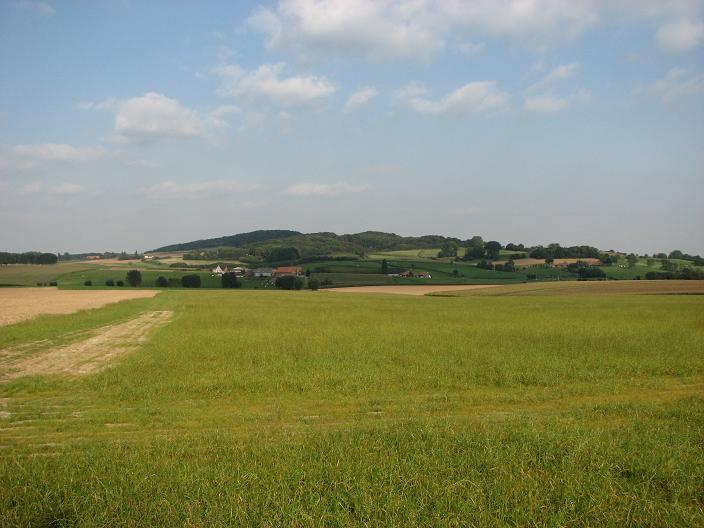
De Kemmelberg

De Commandobunker van Kemmel is een grote militaire ondergrondse bunker gebouwd naar aanleiding van de Koude Oorlog. De bunker bevindt zich op het grondgebied van Kemmel (gemeente Heuvelland, West-Vlaanderen). Het geheel is nu ingericht als een Museum van de Koude Oorlog en ondergebracht in de Historische Pool van Defensie. De bunker valt sinds 2017 onder het beheer van het War Heritage Institute.

## Geschiedenis

### De bouw

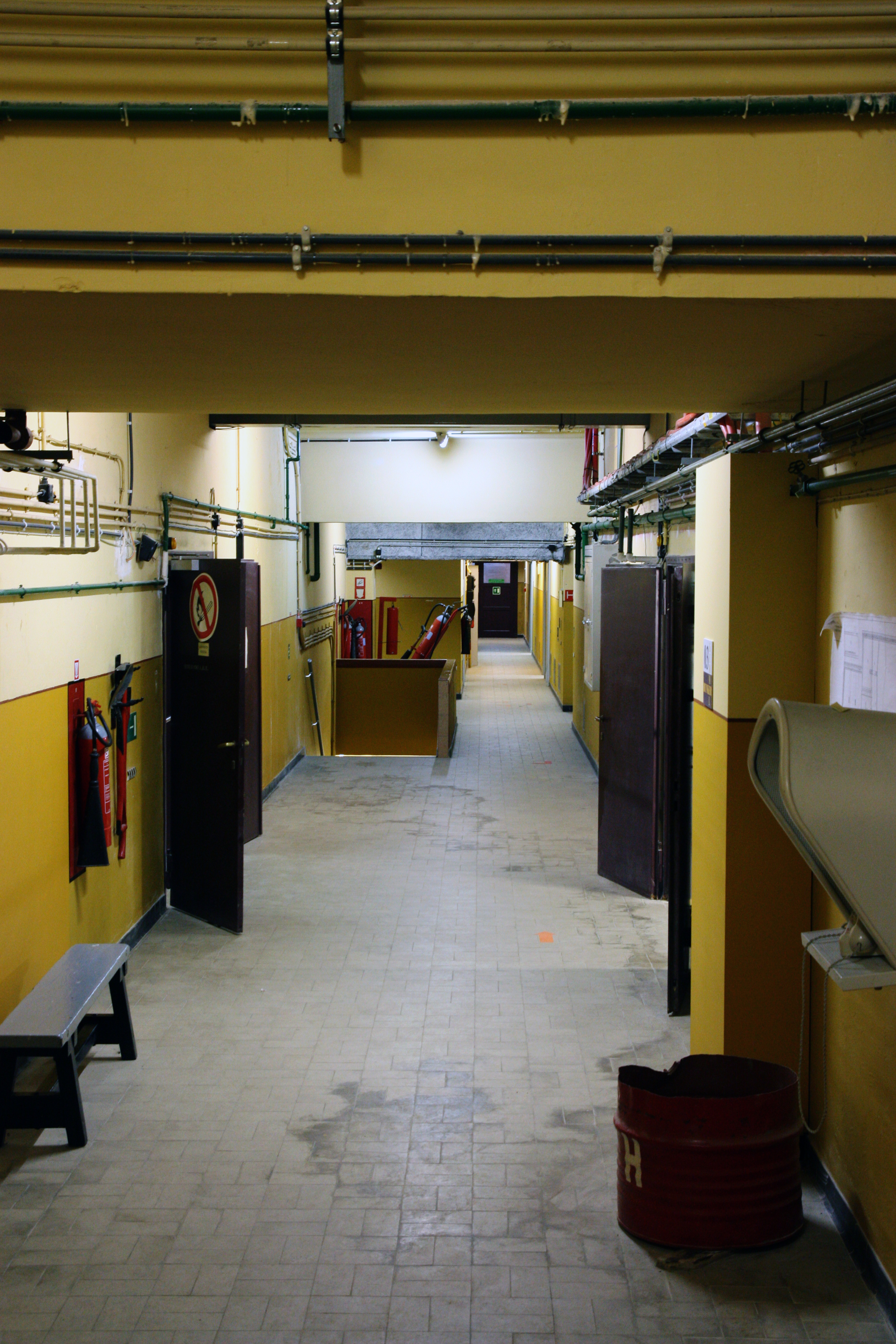
Gang in de commandobunker

In 1953, zo'n acht jaar na het einde van de Tweede Wereldoorlog, werd in de Kemmelberg een gigantische put gegraven. Over de bouw van de oorlogsbunker herinneren oudere streekbewoners zich nog dat er honderden vrachtwagens aarde weggevoerd werden door vreemde arbeiders, die geregeld gewisseld werden. Men wist alleen dat het leger hier tussen 1952 en 1956 een ondergrondse bunker bouwde. De ware toedracht bleef een groot mysterie. Zelfs nog zeer recent was wat zich in de Kemmelberg allemaal bevindt een goed bewaard militair geheim. Onder streekbewoners ging het gerucht dat deze bunker gelinkt was aan de holocaust en mogelijke Duitse intriges. Bewijzen hiervoor zijn nooit gevonden en deze verhalen werden reeds enkele decennia geleden afgedaan als volkslegenden. 

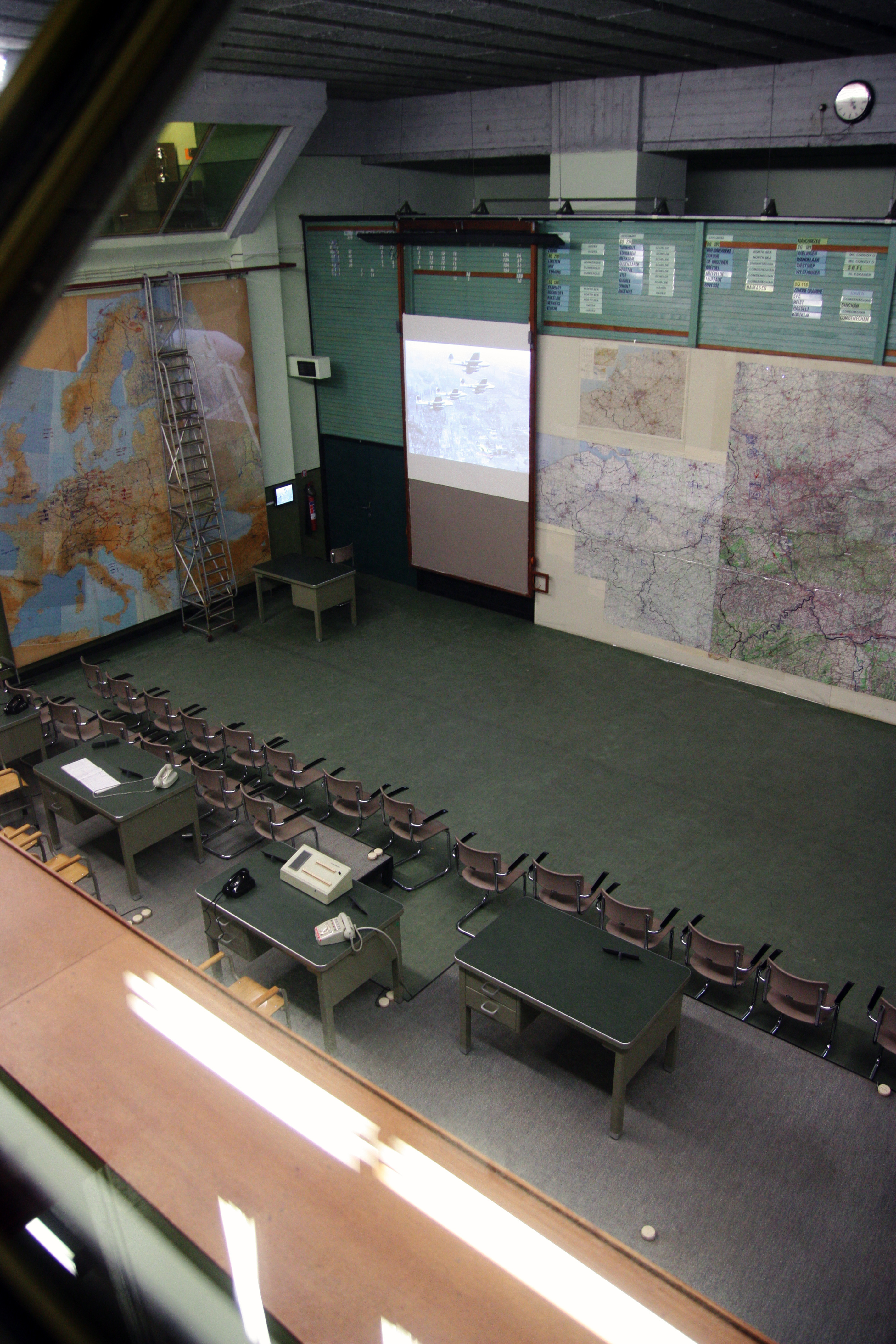
Gezicht op de Operations Room

De plaats waar het luik zich bevindt om ondergronds af te dalen, werd gecamoufleerd met een bakstenen gebouwtje in de vorm van een huis. Via een trap dient eerst 18 meter te worden afgedaald vooraleer de gigantische zaal betreden kan worden. De Operation Room loopt doorheen niveau -1 en -2. Daaromheen bezat elke staf een bureel met zicht op het operatiekwartier. Op niveau -1 bevinden zich de technische installaties zoals de elektriciteitsgeneratoren, verwarmingsbranders met een olievoorraad van 50 000 liter en een systeem voor luchtventilatie. Op het onderste niveau bevindt zich het communicatiesysteem met een automatische en een manuele telefooncentrale, een transmissiecentrum met telexen, een radiodienst en een militaire postdienst.
Er waren evenwel geen verblijfplaatsen of uitrustingen aanwezig voor de 200 man personeel om het centrum in geval van een crisis te laten functioneren. Daarvoor zou een beroep worden gedaan op de kazerne van Ieper. 
De totale oppervlakte van dit bunkercomplex is 2164 m². De bunker zelf, 15 meter diep, meet 30 meter op 30 meter. De ondergrondse bunker heeft muren van twee meter dik. Bovenaan is deze voorzien van een vlottend betonnen dak van 73 bij 60 meter, variërend van dikte tussen 1,15 m en 2,9 m met een koperen omhulsel als afscherming tegen een elektromagnetische puls. Tussen dat dak en de bunker bevindt zich een laag grond die fungeert als schokdemping tijdens bombardementen. Ook de buitenmuren boden bescherming tegen een elektromagnetische puls. Er was een nooduitgang voorzien naar een flank van de Kemmelberg. Het bunkercomplex was niet beschermd tegen een aanval met nucleaire, biologische of chemische wapens, door het ontbreken van enige vorm van filtering op de ventilatie.
De bunker heeft een wateropslagtank en beschikt over twee dieselgeneratoren om hem van stroom te voorzien. Op het terrein van de bunker staan vier ontvangstantennes, maar er is geen zendantenne. Die zou de locatie van de bunker namelijk kunnen verraden. Wel is een signaalkabel voorzien naar de kazerne van Ieper, waar wel zendantennes staan. Later werd ook dichter bij de bunker een zendmast gebouwd.

### Strenge geheimhouding
Bij de bouw van het ondergronds complex wisten de bouwvakkers niet wat ze precies aan het bouwen waren. Zij bleven voor een beperkte tijd op het bouwterrein en werden dan verplaatst. Het uitvoerend personeel kreeg slechts een deel van de uitvoeringstekeningen te zien.
Militairen die er niet rechtstreeks bij betrokken waren en die niet op de hoogte hoefden te zijn, wisten niet dat de bunker bestond. Alleen de personen die rechtstreeks bij die bunker betrokken waren doordat ze erin of ervoor moesten werken waren op de hoogte. (need to know-principe)
De bunker werd tot 1995 permanent bewaakt. In dat jaar vond er ondergronds ook de laatste geheime oefening plaats. Om de commandobunker 24 uur per etmaal operationeel te houden werd een team van 600 militairen ingezet; drie ploegen van 200 mensen.
Na 1995 kwam het toezicht van de bunker in handen van het Competentiecentrum Steunmaterieel en Producten van Ieper. Nadat het militair domein in 1996 uit gebruik genomen werd, wordt het netjes onderhouden.
In 2009 werd de bunker museaal ingericht door het Koninklijk Museum van het Leger en de Krijgsgeschiedenis en vervolgens voor het publiek opengesteld. De gemeente Kemmel organiseert wekelijkse rondleidingen.

## Doel

### Indekking tegen het worstcasescenario: een nucleaire aanval
De bunker in Kemmel maakte deel uit van een plan van het Ministerie van Defensie om op drie strategische punten in België een grote ondergrondse bunker te bouwen. De bouw van deze reusachtige bunker vond plaats tijdens de reorganisatie van het Belgische leger na de Tweede Wereldoorlog. Toen werden op verschillende plaatsen maatregelen genomen om bij een mogelijk nieuw conflict gewapenderhand klaar te staan.
De bunker was bedoeld als commandopost voor een internationaal luchtverdedigingssysteem, maar die functie zou hij nooit bekleden. Bij de voltooiing van de bouw ervan, was de bunker technologisch al achterhaald. Zo is hij bijvoorbeeld niet bestand tegen een aanval met nucleaire, biologische of chemische wapens. Aanpassingen om hem daar wel tegen bestand te maken, zouden te duur uitvallen. Hij werd tot midden jaren negentig wel gebruikt als commandopost tijdens grootschalige oefeningen.
Het Belgische leger bereidde zich voor op een eventuele invasie uit het oosten. Bij een aanval van het Rode Leger zou de bunker voor de NAVO het zenuwknooppunt van de Benelux worden. Jarenlang trainden Denis Hardy en zijn mannen er zich op het worstcasescenario: een atoombomaanval. Wat dat precies inhield werd tot het begin van de 21e eeuw, ruim vijftig jaar na de bouw, angstvallig verzwegen. Niet enkel de activiteiten die in de bunker plaatsgrepen, maar zelfs al het bestaan van de bunker op zich was zo top secret dat zelfs bij de Belgische Defensie bijna niemand van zijn bestaan afwist.

### Georganiseerde commando-opdrachten
De bunker was eigenlijk een commandobunker. De oefeningen die erin werden georganiseerd waren gebaseerd op realistische scenario’s met een opgezette aanval van de zogezegde vijand, die daarbij dreigde met inzetting van de bepaalde (nucleaire) middelen. Het leger baseerde zich daarbij op inlichtingen die men had van niet nader genoemde middelen die langs de andere kant van het IJzeren Gordijn stonden. Speculaties dat in de bunker atoombommen werden opgeslagen zijn nooit bevestigd.

## Ontsluiting van de site

### Onderbrenging in deHistorische Pool van Defensie
De site is ondertussen opgenomen in deze pool, een overkoepelende adviesraad met steun van het ministerie van defensie, die historisch waardevolle sites beheert. Het is de bedoeling dat ook jongeren in contact komen met deze historische plaatsen en zo kennismaken met de militaire geschiedenis. De bunker, een zeldzame getuigenis van de Koude Oorlog in België, richt zich vooral op scholen en jongerengroepen. Dit museum van de Koude Oorlog verduidelijkt niet alleen het ontstaan van de NAVO en het Warschaupact maar licht ook de rol van België in de Koude Oorlog toe. 
De commandobunker is zowel met een gids als individueel te bezoeken.

### Restauratie
Het interieur van deze bunker werd aangepast om de museale werking te verzekeren. Er werden tentoonstellingskasten en panelen over de nucleaire bewapening opgesteld met sfeervolle verlichting. Ook wordt de bouw van verdedigingsstellingen toegelicht. In het complex is er ook een bioscoopzaal.

## In Nederland
In de Cannerberg bij Maastricht bevond zich het ondergronds NAVO-hoofdkwartier Cannerberg, gebouwd tijdens de Koude Oorlog. In dit complex moesten in oorlogstijd de troepenbewegingen in de Benelux en Duitsland en de vliegbewegingen van Noorwegen tot Zuid-Italië worden gecontroleerd. Het geheel omvat 8 km gangen en 400 ruimtes, alles samen een 67 500 m². Het complex leek op een ondergrondse stad, compleet met bar, kapsalon en een indoorgolfbaan. Momenteel (2013) huisvest het geheel het Odapark, een centrum voor hedendaagse kunst uit Venray. Het kunstencentrum heeft als doel kunstzinnige reflecties op het verleden van het complex uit de Koude Oorlog organiseren.

## Duitse tegenhanger van deze bunker
Op het grondgebied van de Duitse gemeente Kossa bouwden de Oost-Duitsers tijdens de koude oorlog eveneens een commandobunker. Dit ondergronds complex is nu ingericht als te bezoeken Museum gegen das Vergessen.

## Referentie
1. ↑  Kamer keurt oprichting War Heritage Museum goed, Knack, 27 april 2017. Gearchiveerd op 14 juni 2021.
2. ↑  Bunker onder de Kemmelberg, milpedia.org
3. ↑  Denkmal bunker